# シュルバ・スートラ
シュルバ・スートラ（Śulbasūtra）は、インドの宗教文書ヴェーダーンガにおいて、祭壇や祭火壇の作り方をのべた文献。紀元前6世紀から2世紀頃にかけて編纂された。シュルバとは、サンスクリット語で縄を意味する。スートラとは、知識や祭儀を簡潔に伝えた経典を指す。「縄の経典」とも呼ばれる

## 概要
ヴェーダ時代の宗教儀式において、恩恵を受けるために祭壇の位置、形、面積などを厳密に守る必要から生まれた。祭壇は長方形、三角形、台形などの煉瓦によって作られ、その組み合わせの方法が示されている。シュルバ・スートラの主な文献には4種類あり、アーパスタンバ (Apastamba) 、バウダーヤナ (Baudhayana) 、カーティヤーヤナ (Kātyāyana) 、マーナヴァ (Manava) の各スートラがある。文献は高位の神官ではなく祭官職人によって伝えられていた可能性もある。祭壇の製作者は、この文献によって縄以外の道具をほとんど使わずに作図をした。

## シュルバ・スートラの数学
主に幾何学についてのテキストで構成される。文献のうち、バウダーヤナは3章にわかれており、ピタゴラスの定理の一般的な説明、2の平方根を小数点第5位まで求める方法、円の方形化（円積問題）をはじめとする等面積変換などが書かれている。次に古いアーパスタンバは6章からなり、バウダーヤナが扱ったことを詳しく解説している。マーナヴァには、古典期の新しい要素が含まれている。既存の祭壇の2倍の面積をもつものなどを作る必要などから、無理数の近似方法が発達したとされる。